# James Klugmann
Norman John Klugmann, usualmente conocido como James Klugmann, (1912-1977) fue un escritor y líder comunista británico que se convirtió en el historiador oficial del Partido Comunista de Gran Bretaña.
Educado en el Gresham's School y en la Universidad de Cambridge (lugares en los que conoció, entre otros, a Donald Maclean), Klugmann se integró en el partido comunista en 1933.
Durante la Segunda Guerra Mundial, trabajó durante dos años y medio para la sección yugoslava del British Special Operations Executive como coordinador y oficial de inteligencia, siendo acusado más tarde de aporovechar dicha posición para manipular los intereses británicos en beneficio de los intereses de su ideología, y de ser espía de la Unión Soviética, si bien ambas acusaciones jamás fueron demostradas.
Escribió los dos primeros volúmenes de la historia del Partido Comunista de Gran Bretaña (History of the Communist Party of Great Britain), obra que fue completada con posterioridad por Noreen Branson.

## Obras
- The History of the Communist Party of Great Britain: Formative and Early Years 1919-1924 (Vol. 1) ISBN 0-85315-372-8
- The History of the Communist Party of Great Britain: The General Strike 1925-26 (Vol. 2) ISBN 0-85315-374-4
- Wall Street's Drive to War (Communist Party, 1950)
- From Trotsky to Tito (Lawrence & Wishart, 1951) ASIN B0006DBG3G
- The Peaceful Co-existence of Capitalism and Socialism (People's Publishing House 1952) ASIN B0007K14QM
- Dialogue of Christianity and Marxism (Lawrence & Wishart, 1967) ASIN B000G9OYD4
- What Kind of Revolution?: A Christian-Communist Dialogue (Panther, 1968) ISBN 0-586-02580-4
- The Future of Man (Communist Party of Great Britain, 1971) ISBN 0-900302-20-8
- Marxism Today: Theoretical and Discussion Journal of the Communist Party (Communist Party of Great Britain, 1975) ASIN B0006DLHUI